# استخدام الطاقة في كاليفورنيا
تعد ولاية كاليفورنيا، بما أنها الأكثر سكانا بين كل الولايات الأمريكية وأيضا موطن لوادي السيلكون، أكثر ولاية استهلاكا للطاقة في البلاد. ومع ذلك، ونظرا لاعتدال الطقس وقوة الحركة البيئية، فإن نصيب الفرد من استخدام الطاقة يعد أقل من أي ولاية أمريكية.

## الموارد والاستهلاك
تقع موارد ولاية كاليفورنيا من النفط الخام والغاز الطبيعي في ستة أحواض جيولوجية في الوادي الأوسط وعلى طول الساحل. لدى كاليفورنيا أكثر من عشرة حقول نفطية كبرى في الولايات المتحدة، بما فيها حقل ميدووي-سانسيت، وهو ثاني أكبر حقل نفط في الولايات المتحدة المتجاورة. يحتل توليد الطاقة الكهرمائية في ولاية كاليفورنيا المرتبة الثانية في الولايات المتحدة (وراء ولاية واشنطن)، وكبرى موارد الحرارة الجوفية والطاقة الريحية توجد على طول سلسلة الجبال الساحلية والحدود الشرقية مع ولاية نيفادا. توجد إمكانات الطاقة الشمسية عالية في جنوب شرق ولاية كاليفورنيا بالصحراء.
كاليفورنيا هي الولاية الأكثر سكانا في البلاد، إلا أن إجمالي الطلب على الطاقة هو الثاني بعد ولاية تكساس. لدى الولاية واحد من أدنى معدلات نصيب الفرد من استهلاك الطاقة في البلاد نتيجة للطقس المعتدل نسبيا مقارنة ببقية البلاد.

## البترول
حسابات ناتج النفط الخام في كاليفورنيا تشكل أكثر من عشر مجموع إنتاج الولايات المتحدة[بحاجة لمصدر]. تتركز عمليات التنقيب أساسا في مقاطعة كيرن وحوض لوس أنجلوس[بحاجة لمصدر]. على الرغم من أن هناك إنتاج كبير من النفط والغاز، هناك وقف دائم للنفط البحري الجديد في مياه كاليفورنيا والمياه الاتحادية[بحاجة لمصدر].
تحتل ولاية كاليفورنيا المرتبة الثالثة في الولايات المتحدة في القدرة على تكرير النفط ولها أكثر من عشر مجموع قدرة الولايات المتحدة. وبالإضافة إلى تكرير النفط المحلي، تكرر كاليفورنيا خام ألاسكا والموردين الأجانب. ويتم تكوين المصافي لإنتاج وقود أنظف، بما في ذلك إعادة صياغة البنزين والديزل منخفض الكبريت، لمواجهة النظم البيئية الصارمة الاتحادية.
معظم سائقي السيارات في كاليفورنيا يستخدمون مزيجا خاصا بمحركات بنزين يدعى بنزين كاليفورنيا المحترق النظيف (CA CBG) [بحاجة لمصدر]. بحلول عام 2004، استكملت كاليفورنيا الانتقال من المرحلة الثالثة لميثيل بيوتيل الاثير (مثيل ثالثي بوتيل الإيثر) على الايثانول والبنزين بالأكسجين المضاف، مما يجعل من ولاية كاليفورنيا أكبر سوق وقود الايثانول في الولايات المتحدة. [بحاجة لمصدر] هناك أربعة مصانع لإنتاج الإيثانول في ولاية كاليفورنيا الوسطى والجنوبية، ولكن معظم امدادات الايثانول في الولاية يأتي من الخارج.

## الغاز الطبيعي
إنتاج كاليفورنيا من الغاز الطبيعي عادة هو أقل من 2 في المئة من المجموع السنوي لإنتاج الولايات المتحدة ويلبي أقل من سدس طلب الولاية. تشتري كاليفورنيا معظم احتياجاتها من الغاز الطبيعي عبر خط أنابيب من مناطق الإنتاج في جبال روكي وجنوب غرب وغرب كندا.

## الكهرباء

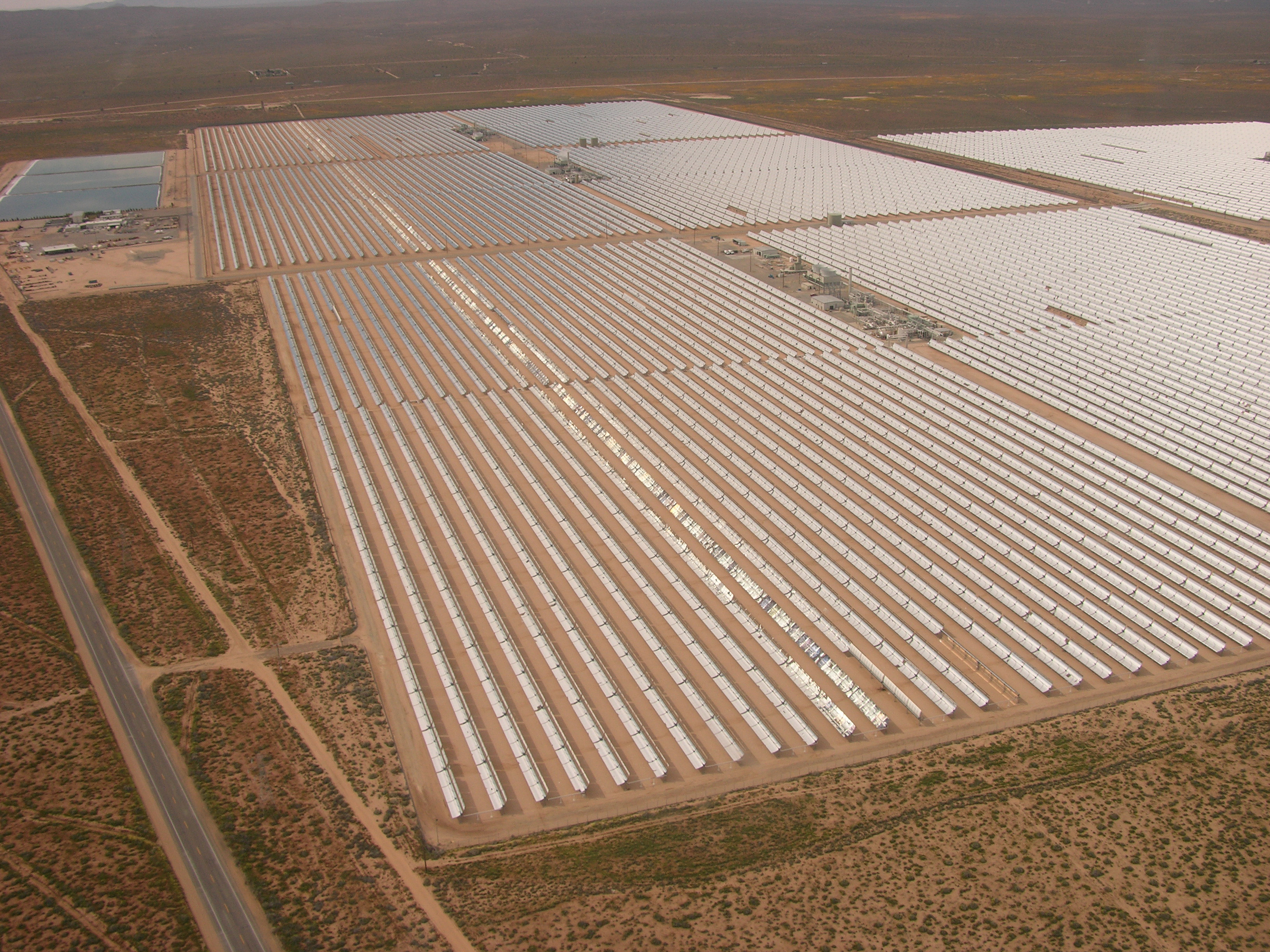
عرض جوي في واحدة من محطات SEGS

تشكل محطات توليد الطاقة المشتغلة بالغاز الطبيعي أكثر من نصف كهرباء الولاية المولدة. كاليفورنيا هي واحدة من أكبر منتجي الطاقة الكهرمائية في الولايات المتحدة. بأمطارها الوفيرة الطاقة الكهرمائية تمثل خمس كهرباء الولاية المولدة. بسبب القوانين الصارمة بشأن انبعاثات الغازات، عدد قليل من المحطات العاملة على الفحم لتوليد الكهرباء يعمل في كاليفورنيا.
تقود كاليفورنيا إنتاج الكهرباء الوطني من الطاقة الغير الكهرمائية المتجددة، بما في ذلك الطاقة الحرارية الأرضية وطاقة الرياح والطاقة الشمسية. تهدف كاليفورنيا للحصول على ثلث احتياجاتها من الكهرباء من مصادر الطاقة المتجددة بحلول عام 2020.
نظم توليد الطاقة الشمسية (SEGS) هو الاسم المعطى لتسع محطات توليد الطاقة الشمسية في صحراء موييف التي بنيت في 1980. هذه المحطات لها القدرة على الجمع بين 354 ميغاوات مما يجعلها أكبر تركيب من الطاقة الشمسية في العالم. نيفادا الشمسية هي محطة جديدة للطاقة الشمسية الحرارية مع 64 ميغاواط لتوليد الطاقة، وتقع بالقرب من بلودير سيتي، نيفادا. وهناك أيضا خطط لبناء محطات كبيرة أخرى للطاقة الشمسية في صحراء موهافي. موهافي سولار بارك سيلقي 553 ميغاواط من الطاقة الشمسية الحرارية عندما يعمل بكامل طاقته في عام 2011.
ألف منشأة معروفة باسم سخانة تقع في جبال ماياكاماس إلى الشمال من سان فرانسيسكو، وهي أكبر مجموعة من محطات توليد الطاقة الحرارية الجوفية في العالم، مع أكثر من 750 ميغاواط من القدرة المركبة. يولد مشروع ألتا-أوك كريك موهافي 800 ميغاواط من طاقة الرياح المقترح الذي من شأنه أن يشمل ما يصل إلى 320 توربينات رياح في الجبال الواقعة بين تيشاباشي وموهافي. استعرضت مقاطعة كيرن عدد من المشاريع الأخرى المقترحة من طاقة الرياح التي من شأنها أن تولد مجتمعة 4,600 ميغاواط من الطاقة النظيفة إذا تمت الموافقة عليها.
نظرا لارتفاع الطلب على الكهرباء في كاليفورنيا فلها واردات كهرباء أكثر من أي ولاية أخرى، وذلك أساسا لتوليد الطاقة الكهرمائية من ولايات في شمال غرب المحيط الهادئ والفحم والغاز الطبيعي لإنتاج يطلق من جنوب غرب الصحراء 
على الرغم من ازدياج عدد سكان ولاية كاليفورنيا بنسبة 13 ٪ خلال 1990، لم تبن الولاية أي مفاعلات جديدة للطاقة الكبيرة خلال تلك الفترة، وبالتالي فإن الولاية انتهت مع الحاد في امدادات الكهرباء خلال عام 2000 وأزمة 2001.
لولاية كاليفورنيا محطتا طاقة نووية تمثل نحو خمس إجمالي توليد، وهي:
- مولد ديابلو كانيون: مفاعلان. تعمل وتعود ملكيتها لشركة المحيط الهادئ للغاز والكهرباء
- مولد سان أونوفري: مفاعلان. تديرها شركة اديسون كاليفورنيا الجنوبية مع اصحاب المختلفة (لجنة الخبراء الدائمة؛ سان دييغو الغاز والكهرباء؛ مدينة اناهيم ومدينة ريفرسايد)

هناك محطة للطاقة النووية أخرى بكاليفورنيا، في مولد رانشو سيكو، والتي تنتج أكثر من 900 ميغاواط. ومع ذلك تم إغلاقها.

## وصلات خارجية
- http://www.energy.ca.gov/—لجنة الطاقة بكاليفورنيا على شبكة الإنترنت (مقالة في 2009/02/24.)
- http://www.caiso.com/—كاليفورنيا ايزو موقع (المسار في 2009/02/24.)